# Jamestown (Kansas)
Jamestown é uma cidade localizada no estado americano de Kansas, no Condado de Cloud.

## Demografia
Segundo o censo americano de 2000, a sua população era de 399 habitantes.
Em 2006, foi estimada uma população de 383, um decréscimo de 16 (-4.0%).

## Geografia
De acordo com o United States Census Bureau tem uma área de
0,7 km², dos quais 0,7 km² cobertos por terra e 0,0 km² cobertos por água.

## Localidades na vizinhança
O diagrama seguinte representa as localidades num raio de 24 km ao redor de Jamestown.